# جودی براون کلارک
جودی براون کلارک (انگلیسی: Judi Brown Clarke؛ زادهٔ july ۱۴, ۱۹۶۱ (۶۳ سال)) ورزشکار دو و میدانی اهل ایالات متحده آمریکا است.
وی در مسابقات کشوری و بین‌المللی در مجموع برندهٔ ۲ مدال طلا، ۱ مدال نقره شده‌است.